# Gare de Sidi El Hemissi
La gare de Sidi El Hemissi est une gare ferroviaire algérienne située sur le territoire de la commune d'Ouled Moumen, dans la wilaya de Souk Ahras.

## Situation ferroviaire
La gare est située dans le nord-ouest de la commune d'Ouled Moumen, sur la ligne de Souk Ahras à la frontière tunisienne. Terminus de la ligne, elle est précédée de la gare d'Ouled Dhia.

## Service des voyageurs

### Desserte
La gare de Sidi El Hemissi est desservie par les trains régionaux de la liaison Souk Ahras - Sidi El Hemissi.